# Лелюв
Лелюв (пол. Lelów) — село в Польщі, у гміні Лелюв Ченстоховського повіту Сілезького воєводства.
Населення — 1118 осіб (2011).
У 1975-1998 роках село належало до Ченстоховського воєводства.

## Демографія
Демографічна структура станом на 31 березня 2011 року:
|          | Загалом | Допрацездатний вік | Працездатний вік | Постпрацездатний вік |
| -------- | ------- | ------------------ | ---------------- | -------------------- |
| Чоловіки | 593     | 96                 | 428              | 69                   |
| Жінки    | 525     | 68                 | 324              | 133                  |
| Разом    | 1118    | 164                | 752              | 202                  |